# Niels Jørgen Steen
Niels Jørgen Steen (født 7. februar 1939) er en dansk pianist og orkesterleder. Han er uddannet boghandler, men selvlært pianist. Han har været aktiv jazzmusiker siden 1958.
Tidligt i karrieren spillede Niels Jørgen Steen med Arnvid Meyers orkester, der ofte havde Ben Webster og Harry Edison som gæstesolister.
Han stod for Niels Jørgen Steens Beatkapel i 1970'erne, dirigerede DR's Big Band og dannede i 1987 The A-Team med cremen af danske jazzmusikere. Først med Peter Thorup som vokalist og senest med Bobo Moreno. I 80'erne havde han et længere samarbejde med Tommy Kenter på scenen og i TV. 
I dag er han dirigent for Monday Night Big Band i Paradise Club i København. De spiller primært Niels Jørgen Steens egne big-band-jazz arrangementer, der er inspireret af Duke Ellington og Count Basie. Niels Jørgen Steen var i 1985 afløser i Basies orkester. I Tivoli-sæsonen ses han som kapelmester for Tivolis Big Band. Der findes CD'er med både Niels Jørgen Steens Beatkapel, The A-team og Monday Night Big Band.
Han har været komponist og musikalsk arrangør til DR-udsendelser som Sørøver Sally og flere julekalendere. Niels Jørgen Steen har været gift med skuespillerne Avi Sagild og Lotte Tarp og er far til Nikolaj Steen og Paprika Steen.